# 26501 Sachiko
26501 Sachiko este un asteroid din centura principală de asteroizi.

## Descriere
26501 Sachiko este un asteroid din centura principală de asteroizi. A fost descoperit pe 2 februarie 2000 la Ōizumi de Takao Kobayashi. El prezintă o orbită caracterizată de o semiaxă mare de 2,67 ua, o excentricitate de 0,20 și o înclinație de 13,1° în raport cu ecliptica.